# HD 171301
HD 171301，又名BD+30 3223，SAO 67090、HR 6968，是一颗恒星，视星等为5.48，位于銀經59.04，銀緯17.09，其B1900.0坐标为赤經18h 29m 0.5s，赤緯+30° 17.09′ 44″。